# صفيراء خماسية الأوراق
صفيراء خماسية الأوراق (الاسم العلمي:Sophora pentaphylla) هي نوع غير مؤكد من النباتات يتبع جنس الصفيراء من الفصيلة البقولية.